# Гранвил (Гранд Ест)
Гранвѝл (на френски: La Grandville) е село в североизточна Франция, част от департамента Арден на регион Гранд Ест.
Разположено е на 235 метра надморска височина в подножието на Ардените, на 4 километра югозападно от границата с Белгия и на 6 километра североизточно от центъра на Шарлевил-Мезиер. Селището вече съществува в началото на XVII век, а през 1769 година е присъединено към Франция.

## Известни личности
Родени в Гранвил
- Клод Мишел Клюни (1930 – 2015), писател